# Pàredre
Un pàredre o paredre (en grec antic: πάρεδρος, pàredros, llatí: părĕdros) és una divinitat associada a una altra en un culte, una representació iconogràfica o un temple. Es tracta d'un terme que prové del grec i que significa, literalment, 'que està assegut al costat'.
En la mitologia egípcia, s'anomenaven pàredres unes divinitats que eren acollides en temples d'altres divinitats. No obstant això, l'ús general tendeix a anomenar pàredre o pàredra el consort d'una deïtat que pot ser d'igual rang o complementària a aquesta. En els temples egipcis, succeïa moltes vegades que una divinitat principal donava acollida en el seu temple a altres divinitats, que formaven la seva cort i rebien el culte dels fidels, malgrat que la seva presència no implicava cap idea de sistema.

## Pàredres egipcians
Les relacions més conegudes entre els diferents déus egipcis propis de les diferents cosmogonies són:
- Shu/Tefnut, pares de Geb/Nut, els quals van engendrar Osiris/Isis i Seth/Neftis (en la cosmogonia heliopolitana).
- Nun/Nunet, Heh/Hehet, Kek/Keket, Amon/Amemet (en la cosmogonia hermopolitana).

I les relacions locals:
- Amon/Mut (en la tríada de Tebes).
- Ptah/Sekhmet (en la tríada de Memfis).
- Menthu/Raettaui (en la tríada de Medamud).

## Altres exemples de pàredres

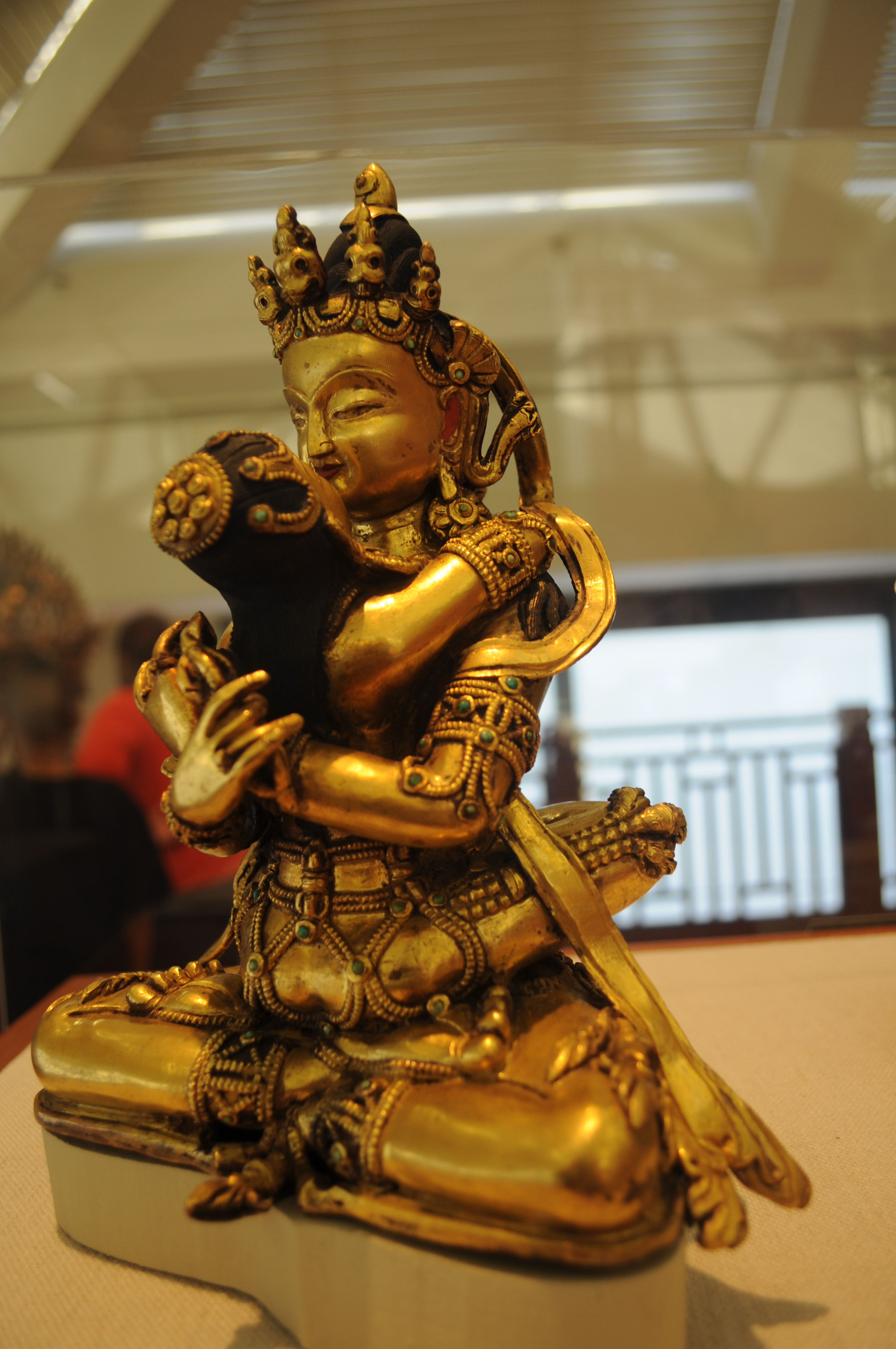
Vajradhara, en yab-yum amb la seva pàredra Samantabhadrī, personificació de la Prajñāpāramitā

- Atis és el pàredre de Cíbele, com Juno de Júpiter.
- Sarasvatí és la pàredra de Brahma.
- Kali, Durga, Pàrvati són les pàredres de Shiva, els seus xactis.
- Samantabhadra i Samantabhadri són els dos aspectes de la natura de Buda, la compassió i la saviesa.
- Tanit és la pàredra de Ba'al Hammon, o Saturn africà.[5]
- Antu o Antum és la pàredra d'An, el déu principal del panteó sumeri.
- Vanth és la pàredra del daemon psicopomp etrusc Charun.
- Borvo i Damona, déus de les aigües termals en la mitologia celta.
- Njörðr i Hertha, déu i dea de la gran família dels Vanir en la mitologia nòrdica, i són germà i germana.
- Freyr i Freyja, fill i filla de la parella anterior.
- Aixerà i YHWH en l'estela de Kuntillet Ajrud.

## Pàredres en la política
Traduït com a «assessor», en l'antiga cultura grega representava la funció d'ajudant en una institució política:
- A Atenes, entre el segle v aC i el segle iv aC, van ser nomenats arconts epònims i arconts basileus suplents. La seva posició era de caràcter oficial, ja que estaven subjectes a la docimàsia. Cada un dels deu interventors (eúthynoi) de la Bulé que hi havia al segle iv aC tenia dos assessors; el treball començava després que fossin presentades les denúncies. A partir del 418/417 aC, eren 10 els assessors dels hel·lenotamis (tresorers pagats per l'erari públic.[7]
- A Esparta, van ser els èfors els pàredres dels reis per als assumptes legals.[7]
- En l'Egipte hel·lenístic, els pàredres actuaven com a consellers consultius de cada un dels jutges, com a membres dels tribunals. Van existir entre el segle i aC i el segle iii.[7]